# 蘆野政泰
蘆野 政泰（あしの まさやす）は、安土桃山時代から江戸時代にかけての武将・旗本（交代寄合）。蘆野氏17代当主。

## 生涯
蘆野氏は下野国の那須氏庶流で那須七騎の一つ。政泰は蘆野氏16代当主・蘆野盛泰の長男として生まれた。
慶長4年（1599年）、父の盛泰の急逝によりわずか8歳で家督を相続し、800石を領することとなり、この年に上洛して豊臣秀頼に謁見した。慶長5年（1600年）には江戸へ行き、初めて徳川家康に拝謁した。同年の関ヶ原の戦いでは周辺の那須衆ともども徳川家康率いる東軍に付いた。政泰は老母を江戸に人質として送って二心無き事の証明を立て、上杉景勝の南下に備えて蘆野の防備を固め、対上杉守備隊に属した。この功によって戦後に1900石を加増され、2700石となった。
慶長7年（1602年）に先の合戦で西軍についた常陸国の佐竹義宣が所領を移される際には、伊王野資信と共に義宣の所領である山能に赴き、同地の守備にあたった。
慶長16年（1611年）、死去。享年20。跡を嫡男・資泰が継いだ。